# Fritz
Fritz è un software per il gioco degli scacchi commercializzato da ChessBase. Il motore Fritz originale, sviluppato da Morsch-Feist e campione del mondo nel 1995, è stato impiegato fino alla release Fritz 13 (2012). Fritz 14 ha impiegato invece Pandix, sviluppato da Gyula Horváth, e le versioni successive hanno impiegato Rybka, sviluppato da Vasik Rajlich. Fritz 17 ha introdotto Fat Fritz, un motore a apprendimento profondo.

## Storia e risultati
All'inizio degli anni ottanta, Morsch e un suo amico, Ed Schröder, decisero di produrre insieme un programma per il gioco degli scacchi. All'inizio degli anni novanta l'azienda tedesca ChessBase chiese a Morsch di scrivere il codice per il programma Fritz. Nel 1995, Fritz3 vinse il campionato mondiale ad Hong Kong, battendo sorprendentemente un prototipo di Deep Blue.
Nel 2002 venne creata una versione specifica per i computer multiprocessore: Deep Fritz, che pareggiò il match Brains in Bahrain contro Vladimir Kramnik 4 a 4. Nel novembre 2003, X3D Fritz, una versione del programma con un'interfaccia tridimensionale, pareggiò un match di quattro partite contro Garri Kasparov.
Fritz è stato leader delle classifiche SSDF nel 1998 (Fritz 5.0, 64 MB RAM, processore P200 MMX, 2460 punti Elo), 2000 (Fritz 6.0, 128 MB RAM processore K6-2 450 MHz, 2607 punti elo) e 2002 (Deep Fritz 7.0, 256 MB RAM, processore Athlon 1200 MHz, 2759 punti elo).
Il 23 giugno 2005 la AI Accoona Toolbar, che usava come motore un prototipo di Fritz 9, ha pareggiato un match contro Rustam Qosimjonov tenutosi presso gli studi della ABC a Times Square. Nella classifica SSDF del 3 gennaio 2006, Fritz 9.0 ha raggiunto il secondo posto dopo Fruit 2.2.1 con un punteggio Elo di 2819, un punto sopra Shredder 9.0 e 33 punti sotto Fruit. Tra il 25 novembre e il 5 dicembre 2006 Deep Fritz ha disputato un incontro di sei partite contro Kramnik a Bonn, vinto dal motore per 4–2. A causa di un errore del giocatore russo Fritz ha inflitto un matto nel corso della seconda partita.
Deep Fritz 11 ha raggiunto la terza posizione, con un Elo di 3098, nella classifica CCRL del settembre 2009. Secondo i dati di marzo 2010, Deep Fritz 12 è quarto nella classifica SSDF (3117) e quindicesimo nella classifica CCRL 40/20 (nella quale sono però presenti varie versioni di ciascun motore, considerando solo la migliore per ciascuno di essi Fritz risulta essere quinto).
Nel marzo 2010 è stata pubblicata una versione freemium di Deep Fritz 12 liberamente scaricabile dal sito ChessBase. Tale versione forniva funzionalità limitate rispetto a quella commerciale, tra le quali un database e un libro di apertura ridotti e un numero minore di skin grafiche 3d.
Nella classifica SSDF del settembre 2010 Deep Fritz 12 era sesto con un Elo di 3110, 135 punti sopra Deep Junior 10.1 e 103 sotto Deep Rybka 3 x64, che occupava la prima posizione. Nella stessa classifica, Deep Fritz 11 occupava l'ottava posizione con 3073 punti. Nella classifica CCRL del dicembre 2010 Deep Fritz 12 era sesto con un Elo di 3088, 29 punti sopra Deep Junior 11.1a x64 e 174 sotto Deep Rybka 4 x64, mentre Deep Fritz 11 aveva un rating di 3097. Fritz non è rimasto al passo con lo sviluppo dei moderni motori scacchistici, ottenendo solo una quattordicesima posizione nelle classifiche CCRL del 2013 e non partecipando a nessun campionato mondiale dopo il 2004.
La quattordicesima versione commerciale del software, pubblicata nel 2013, pur mantenendo il nome non impiega più il motore Fritz originale ed è passata a Pandix, sviluppato da Gyula Horváth. La quindicesima versione, distribuita nel novembre 2015, passa invece al motore Rybka, sviluppato da Vasik Rajlich, usato anche nella sedicesima versione, distribuita nel novembre 2017. La diciassettesima versione è stata pubblicata il 12 novembre 2019 e introduce Fat Fritz, un motore ad apprendimento profondo basato sulle tecniche introdotte da AlphaZero, eseguito in remoto sulla piattaforma cloud di ChessBase, e il miglioramento della grafica 3D tramite l'uso di ray tracing.
L'11 febbraio del 2021 Chessbase ha lanciato una nuova versione del software con il nome di Fat Fritz 2.0. Il programmatore Albert Silver sostiene che la nuova versione del software sia capace di unire la rapidità di Stockfish con la profondità di pensiero di una rete neurale artificiale.
La diciottesima versione è stata pubblicata il 16 novembre 2021.

## Controversie
Nel febbraio del 2021 Chessbase è stata accusata da uno dei fondatori di Stockfish, Tom Romstad, di aver utilizzato il codice del noto motore scacchistico open source senza aver rispettato la licenza GPLv3. Il cosiddetto copyleft utilizzato della GNU permette infatti di copiare, modificare e migliorare un software a patto che il codice sorgente venga distribuito insieme al programma, cosa incompatibile con il carattere proprietario di Fritz e derivati. Il 18 febbraio viene rilasciato un comunicato stampa congiunto Stockfish, Leela Chess Zero e Lichess, dove viene sostenuto che Fat Fritz 2 non sia altro che Stockfish 13 con una diversa rete neurale e con una forza addirittura minore del suo omologo. Intervistato da Chess.com, Matthias Wüllenweber, uno dei fondatori dell'azienda tedesca, ha dichiarato che il debito di Fat Fritz 2 verso Stockfish è sempre stato chiaro nella presentazione del programma, ma che è stato un errore non essersi prima confrontati con il gruppo del motore open source, come era avvenuto per la prima versione di Fat Fritz (Fritz 17), quando, secondo Wüllenweber, ci sarebbe stato un confronto preventivo con il gruppo di Leela Chess.
Il 20 luglio del 2021 il team di Stockfish ha annunciato di aver citato in giudizio l'azienda tedesca per aver violato i termini della licenza open source del motore, e per aver continuato a distribuire Fat Fritz con il codice di Stockfish, nonostante la revoca della licenza risalente al febbraio precedente.